# Сеппуа-ле-О
Сеппуа́-ле-О (фр. Seppois-le-Haut) — коммуна на северо-востоке Франции в регионе Гранд-Эст (бывший Эльзас — Шампань — Арденны — Лотарингия), департамент Верхний Рейн, округ Альткирш, кантон Мазво. До марта 2015 года коммуна административно входила в состав упразднённого кантона Ирсенг (округ Альткирш).
Площадь коммуны — 6,27 км², население — 518 человек (2006) с тенденцией к стабилизации: 484 человека (2012), плотность населения — 77,2 чел/км².

## Население
Численность населения коммуны в 2011 году составляла 495 человек, а в 2012 году — 484 человека.
| 1962 | 1968 | 1975 | 1982 | 1990 | 1999 | 2006 | 2008 | 2011 | 2012 |
| ---- | ---- | ---- | ---- | ---- | ---- | ---- | ---- | ---- | ---- |
| 306  | 293  | 322  | 345  | 335  | 508  | 518  | 522  | 495  | 484  |

Динамика населения:

## Экономика
В 2010 году из 345 человек трудоспособного возраста (от 15 до 64 лет) 258 были экономически активными, 87 — неактивными (показатель активности 74,8 %, в 1999 году — 69,2 %). Из 258 активных трудоспособных жителей работали 236 человек (130 мужчин и 106 женщин), 22 числились безработными (15 мужчин и 7 женщин). Среди 87 трудоспособных неактивных граждан 26 были учениками либо студентами, 31 — пенсионерами, а ещё 30 — были неактивны в силу других причин.
На протяжении 2011 года в коммуне числилось 174 облагаемых налогом домохозяйства, в которых проживало 487 человек. При этом медиана доходов составила 20913 евро на одного налогоплательщика.

## Достопримечательности (фотогалерея)

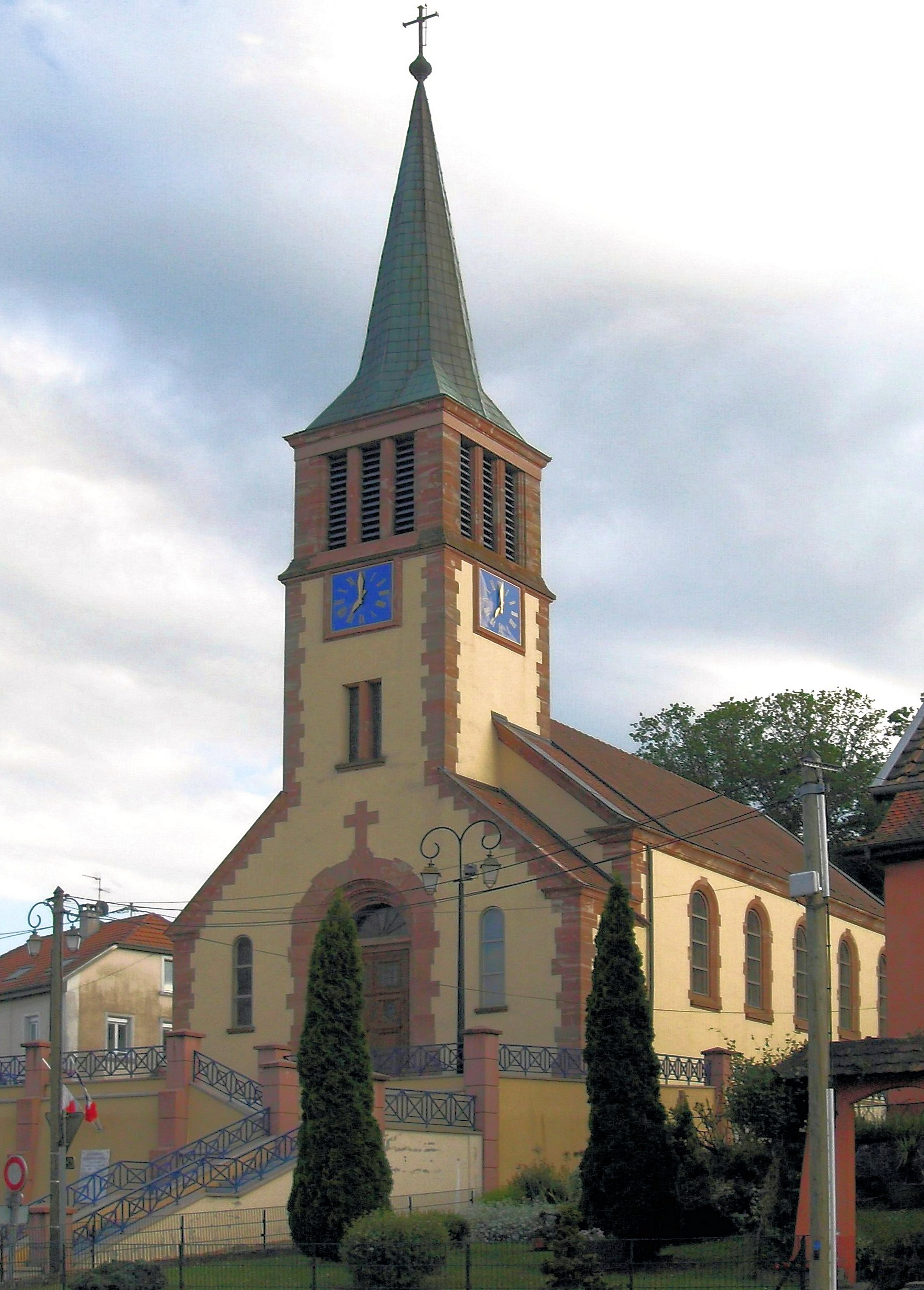
Церковь Сен-Юбер
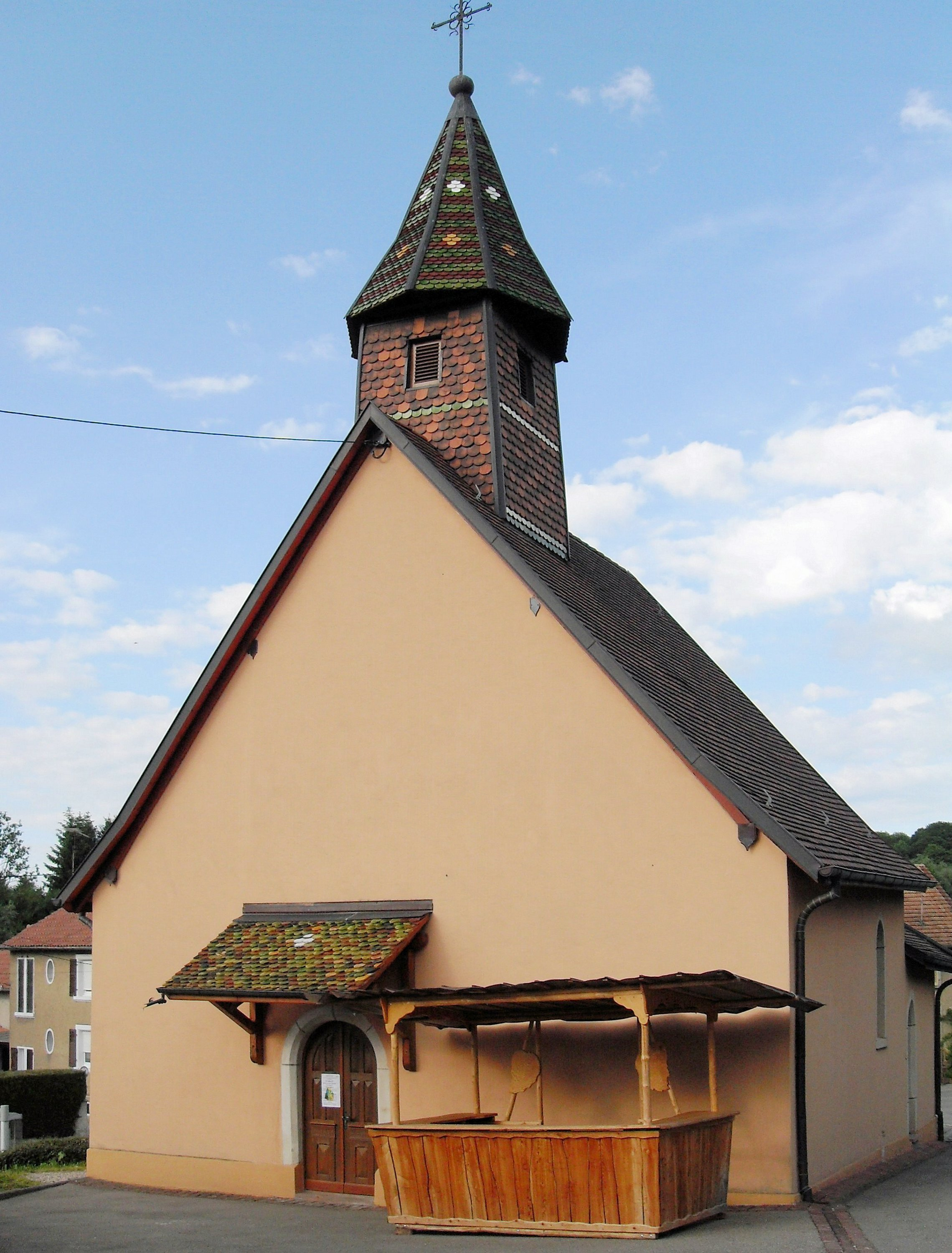
Часовня Сент-Кро